# Rozgrebli
Rozgrebli (en rus: Розгребли) és un poble de l'óblast de Kursk, a Rússia, segons el cens del 2010 tenia 263 habitants.